# Fundació Ford
La Fundació Ford o en anglès Ford Foundation és una fundació dels Estats Units d'Amèrica amb la finalitat de promoure el benestar humà, creada el 15 de gener de 1936 per Henry Ford (1863-1947) i el seu fill Edsel (1893-1943). És una de les organitzacions filantròpiques més influents del món. Condueix accions i projectes a nivell mundial en l'àmbit de l'apoderament econòmic, l'ensenyament, els drets humans, el medi ambient, la democràcia, les arts creatives i el desenvolupament del tercer món.
El 1947 després de la mort d'ambdós fundadors, rebé 90% de les accions sense dret de vot de la Ford Motor Company. Entre 1955 i 1974 la fundació va vendre totes les accions i des d'aleshores ja no té cap relació amb la indústria automobilística. El 2013, tenia un patrimoni d'11.238 milions de dòlars, i era la segona de les cent fundacions principals dels Estats Units d'Amèrica, després de la Fundació Bill i Melinda Gates.
En certs moments ha sigut criticada per què hauria col·laborat amb l'Agència Central d'Intel·ligència (CIA) sobretot per a defendre els interessos econòmics i ideològics dels Estats Units.

## Principis
- Institucions públiques eficients són essencials perquè les comunitats siguin segures, lliures i pròsperes.
- Eixamplar les oportunitats i crear condicions que permetin a tothom de guanyar la seva vida dignament és essencial per a obtenir societats pròsperes.
- En cada societat, les persones dels grups desfavorits mereixen una formació.
- La llibertat d'expressió i la llibertat d'informació són essencials per a una societat sana i progressiva.
- La protecció i la promoció dels drets humans depenen d'una societat, funcionaris i serveis públics actius i compromesos amb la dignitat i el valor inherent de cada persona.
- El dret a l'habitatge accessible i segur, un sistema de transport eficient i llocs de treball de qualitat són essencials per a construir àrees metropolitanes pròsperes.
- La sexualitat i el dret a una salut reproductiva són fonamentals per a l'experiència humana. Totes les dones i tots els homes haurien de tenir el dret d'exercir aquests drets sense coerció ni violència.
- S'ha de facilitar l'accés als recursos naturals per a la gent pobra per tal de poder minvar la pobresa al món i sostenir la qualitat del medi ambient.

## Uns projectes patrocinats
- National Educational Television (1951): una xarxa americana de televisió educativa, integrada des del 1970 a la xarxa Public Broadcasting Service
- Projecte xile (1956)
- El programa Barri Sèsam (1969)
- Program for Playwrights per a estimular dramaturgs a teatres regionals
- El 1976, so sostenir el Grameen Bank per treure el seu projecte de micro-crèdits
- Des de 1987 va sostenir la recerca i la lluita contra l'epidèmia de la sida, de 1987 a 2010 va atorgar beques i fer donacions i beques per a un total de 29,5 milions de dòlars.[3]
- L'International Fellowships Program (IFP) (2001-2013) per a sostenir fellows que representen grups locals desfavorits de fora dels Estats Units. Reben una beca in una formació de lideratge per a poder conduir els grups. Té un índex d'èxit de més de huitanta per cent.[4][5]
- El 2009, va fer una donació de 300.000 dòlars a la Wikimedia Foundation per a desenvolupar la plataforma Wikimedia Commons[6] i el 2011 una donació de 700.000 dòlars a Wikimedia Indonesia, per tal de contribuir a la llibertat d'informació.[7]